# Diorit

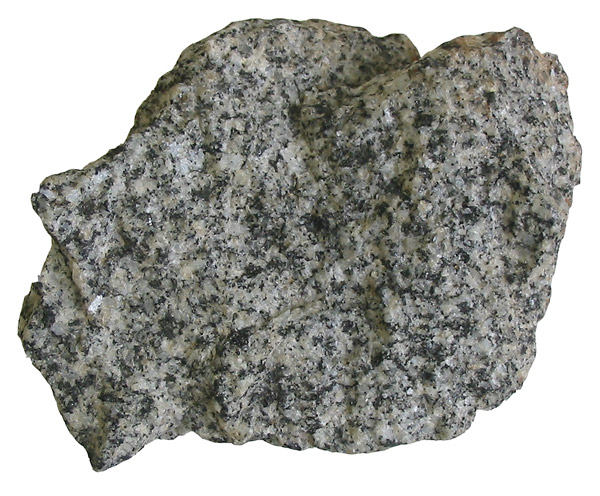
Handstück eines Diorits

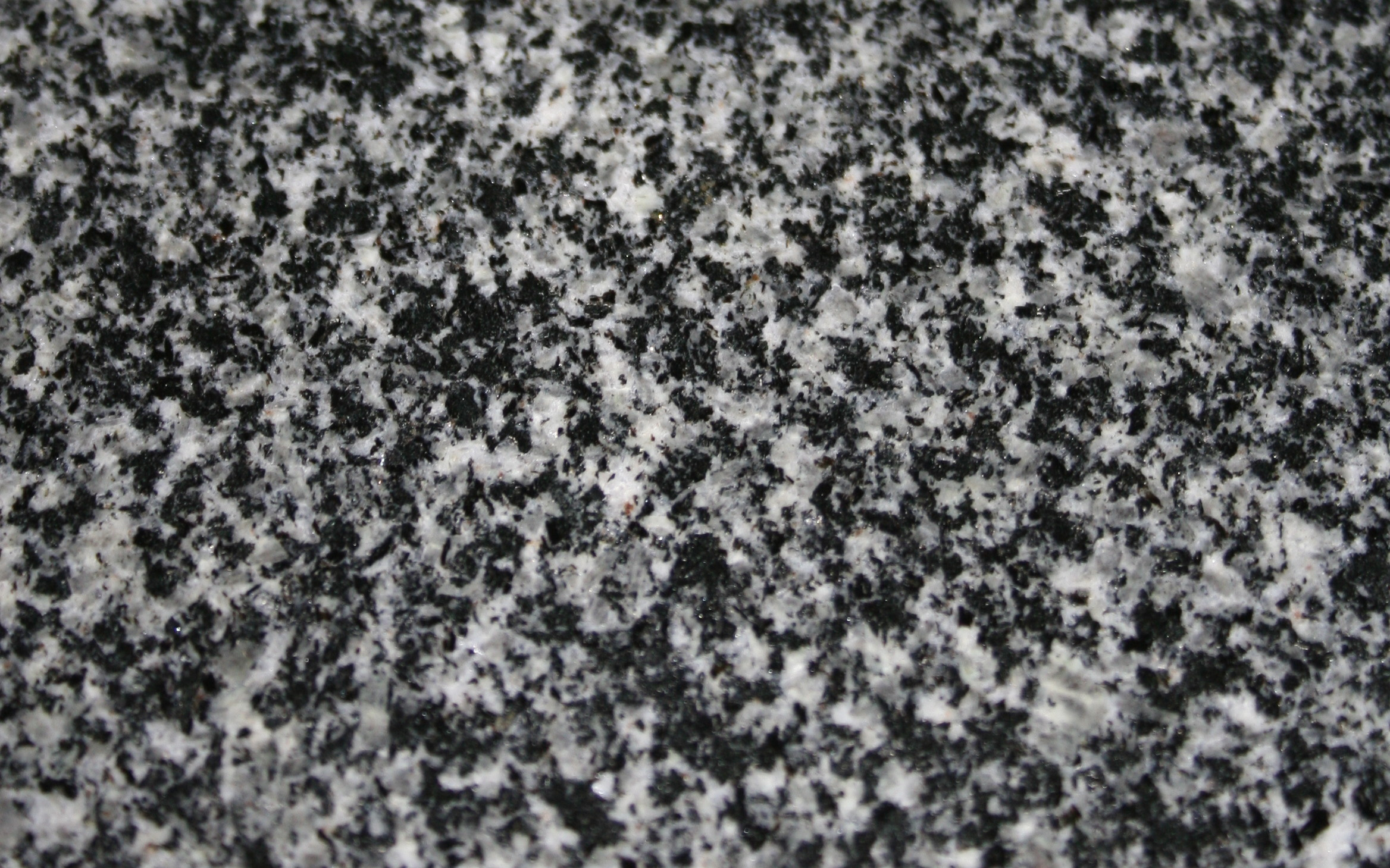
Muster des polierten Fürstensteiner Diorits (ca. 15 × 9 cm)

Diorit (griech. διορίζειν diorízein "unterscheiden, abgrenzen") ist ein Tiefengestein („Plutonit“) von dunkler bis schwarzer, seltener auch mittel- bis hellgrauer Färbung. Diorite sind nie farbig. Ihr vulkanisches Pendant ist der Andesit. Diorit steht von der Zusammensetzung her zwischen Granit und Gabbro und ist den Tonaliten ähnlich.

## Mineralische Zusammensetzung

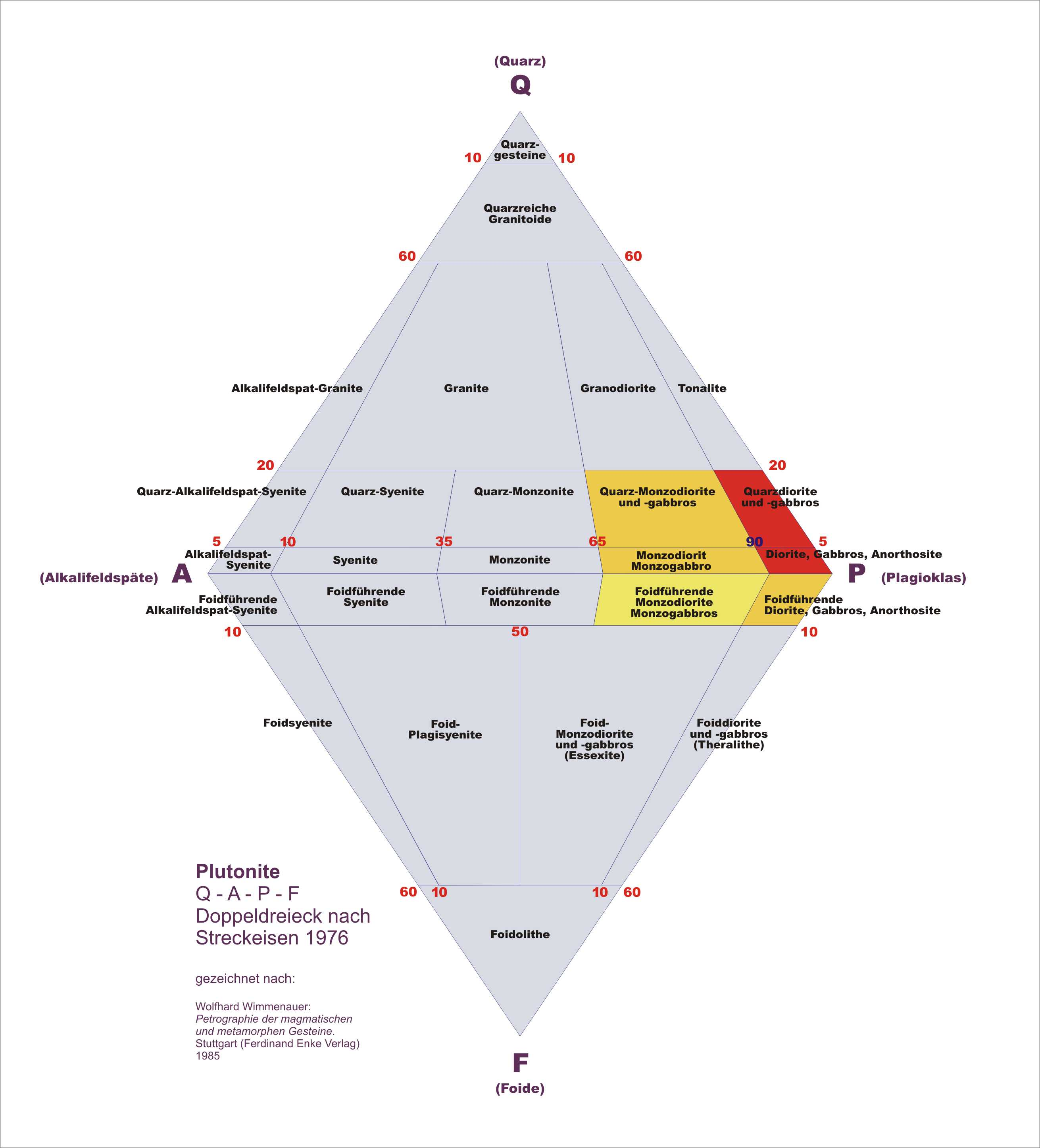
Diorit-Gesteine im QAPF- oder Streckeisendiagramm

Diorit besteht aus einem kristallisch-körnigen Gemenge von
- Plagioklas (Feldspat) mit einem Anorthitanteil zwischen 30 und 50 %
- Amphibol
- Pyroxen oder anderen mafischen Beimengungen

und wenig Chlorit, in Varietäten kann auch Quarz beigefügt sein.
Von Quarzdiorit spricht man bei Quarzanteilen von 5 bis 20 %. Übersteigen die Quarzanteile diesen Wert, liegt eine andere Gesteinsart, ein Tonalit, vor. Ferner finden sich in Dioriten als Nebenbestandteile Eisenmineralien, Apatit, Zirkon und Titanit. Ist die Hornblende durch den dunklen Magnesiaglimmer ersetzt, so spricht man vom Glimmerdiorit.

## Kugeldiorit
Eine selten vorkommenden Variante des Diorits ist der Kugeldiorit, ein Kugelgestein oder Orbiculit (franz. Diorite orbiculaire) aus konzentrisch aufgebauten Kugelschalen. Die Entstehung solcher silikatischen Orbiculite kann durch die plötzliche Unterkühlung eines überhitzten Magmas erklärt werden. Charakteristisch ist das radiale Kristallwachstum. Die Wachstumsgeschwindigkeit der Kristalle und die Diffusion der Komponenten in der Schmelze bestimmen die Entstehung der teilweise alternierenden Schalen, die durch Teilaufschmelzen und Rekristallisieren anderer Gesteinsteile entstanden sind. Er kommt auf Korsika (Sainte-Lucie-de-Tallano) in Finnland, Österreich und Schweden vor.

## Vorkommen
Der Diorit bildet Gänge und Stöcke im Berg, und zwar meistens in Stufen aus dem Archaikum und dem Paläozoikum. Vorkommen in Europa finden sich in Ruhla, Brotterode, an der Rosstrappe, am Kyffhäuser, im Odenwald, im Bayerischen Wald, im Mühlviertel und im Eisengebirge von Böhmen, in der Normandie und in der Bretagne.
Das antike ägyptische Vorkommen vom Mons Claudianus ist eine Steinbruchslandschaft im Wadi Umm Hussein östlich des Gebel Fatira. Die Abbauaktivitäten sollen in der Zeit von Kaiser Claudius (41–54 n. Chr.) begonnen worden sein. Eine intensive Abbauperiode bestand in der Regierungszeit von Trajan (98–117 n. Chr.) und Hadrian (117–138 n. Chr.).
Kugeldiorit kommt außer um Ajaccio auf Korsika (u. a. Steinbruch südlich von Sainte-Lucie-de-Tallano) auch in Finnland (Ylöjärvi-Pengonpohja in der Nähe von Kuru), Slättemossa bei Järnforsen in Schweden und in Häuslern bei Groß Gerungs im Waldviertel (Niederösterreich) vor.

## Verwendung

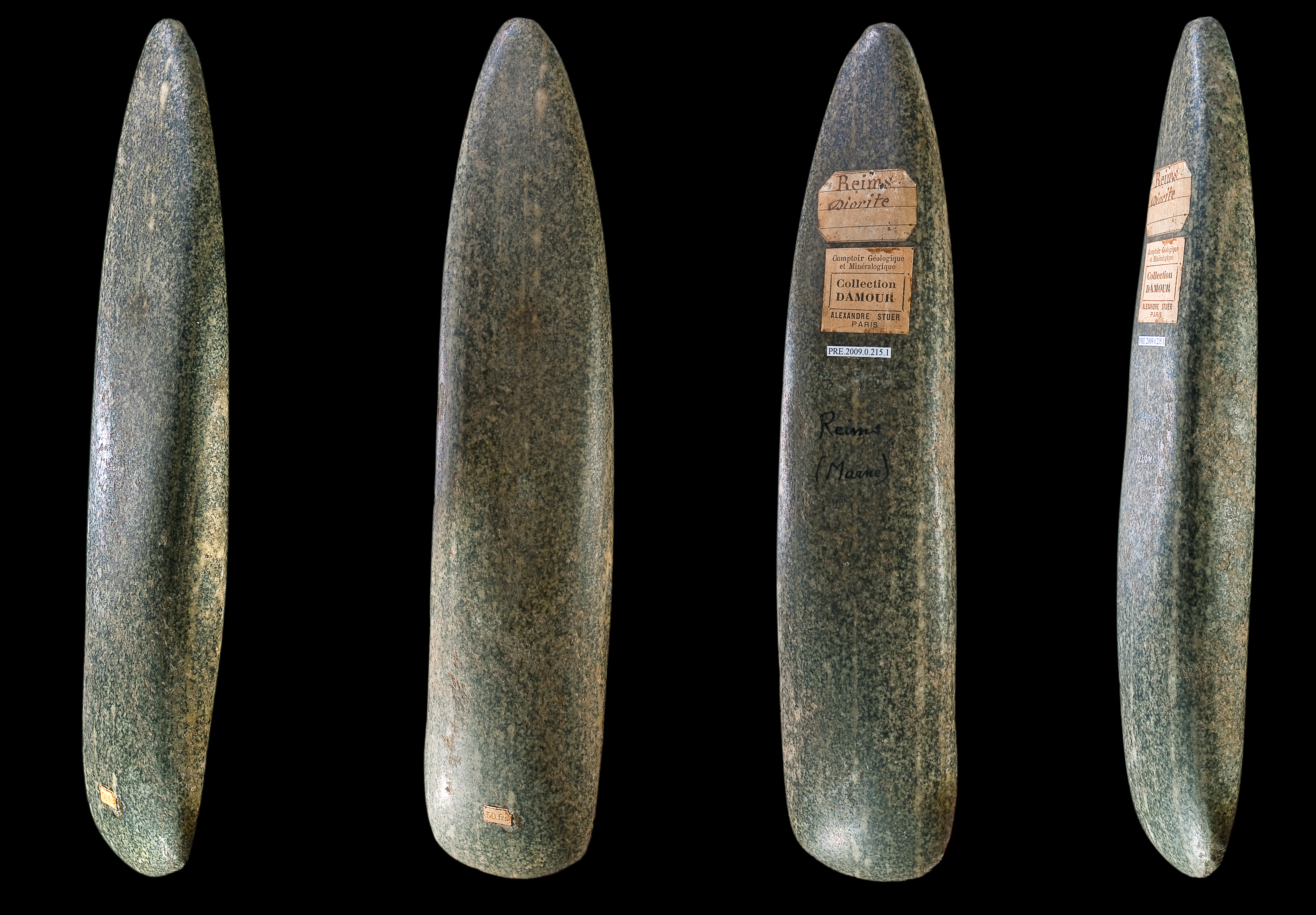
Neolithisches Diorit-Beil aus der Gegend von Reims in 4 Ansichten

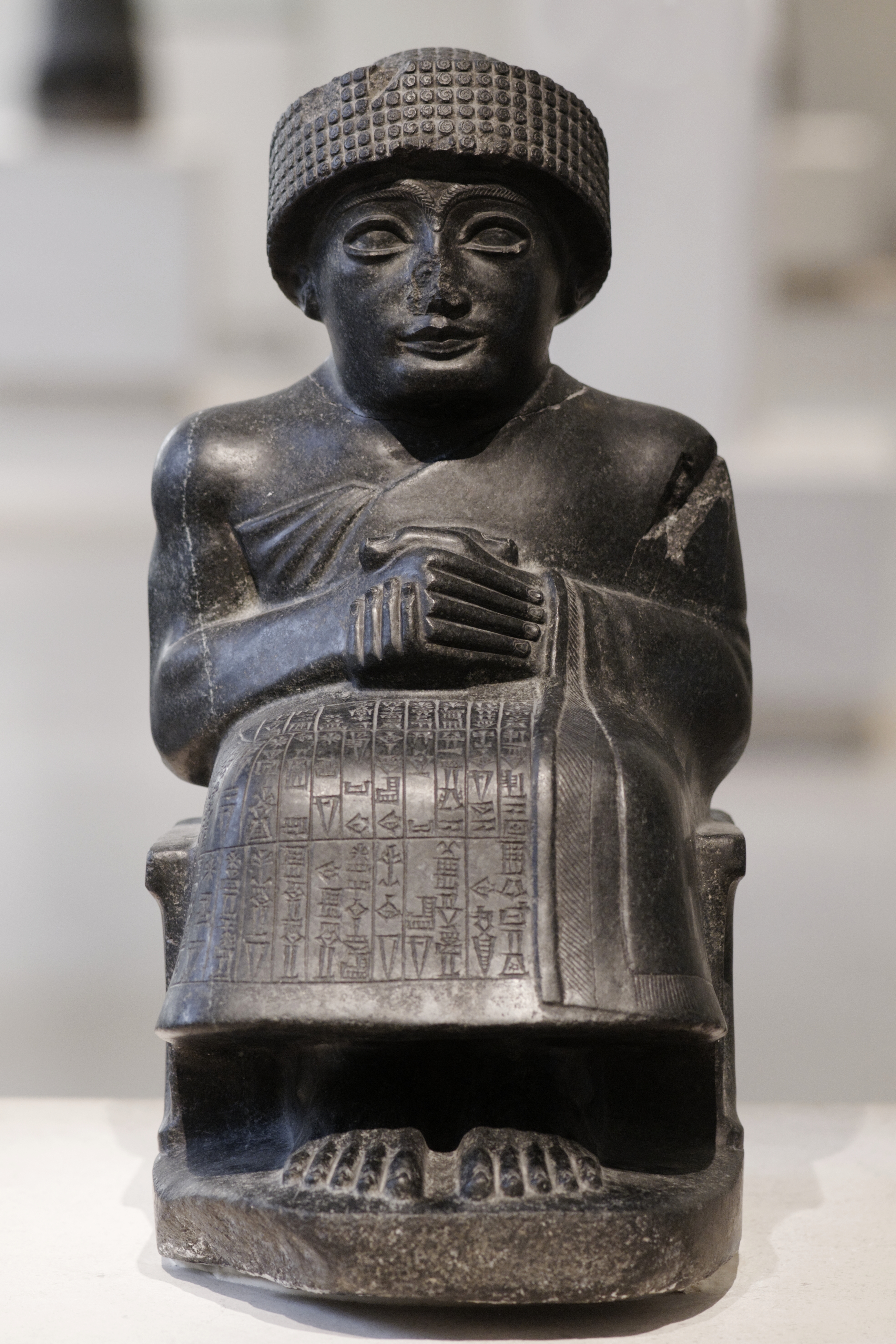
Sumerische Dioritstatue des Ensi Gudea von Lagaš im Louvre (um 2120 v. Chr.)

Antike Verwendungen für Diorite sind vielseitig nachweisbar. In Rom befinden sich Säulen aus den ägyptischen Steinbrüchen des Wadi Umm Hussein am Caesarforum, Pantheon, Trajantempel, Trajanforum, Palatin, Tempel der Venus und Roma sowie an der Villa Hadriana. Der Codex Hammurapi ist auf einer Stele aus Diorit geschrieben.
Dunkle Dioritsorten wurden vor allem in den 1950er und 1960er Jahren, heute noch vereinzelt als Material für die Grabmalgestaltung verwendet. Es gibt Verwendungsbeispiele tschechischer Sorten für Brückenverblendungen, Säulen und Fassadengestaltung in Prag.
Die meisten Diorite nehmen eine gute Politur an, aber sind wegen ihrer hervorragenden Festigkeitseigenschaften handwerklich schwer zu bearbeiten. Aus diesem Grund sind sie in der Architektur der Neuzeit wenig vertreten. Gelegentlich werden sie für gedrehte Objekte, wie Säulen, Wasserbecken oder Vasen eingesetzt. Kugeldiorite werden von der Andenkenindustrie verarbeitet.
Wegen ihrer guten Materialeigenschaften finden Diorite im Straßenbau Anwendung.

## Natursteinsorten
| Bezeichnung                  | Land                | Ort                                        | Erläuterungen                  |
| ---------------------------- | ------------------- | ------------------------------------------ | ------------------------------ |
| Marmor claudianum            | Ägypten             | im Wadi Umm Hussein / Ostwüste             | antike Bezeichnung             |
| Travnik Grigio               | Bosnien-Herzegowina | bei Travnik                                |                                |
| Itaoca                       | Brasilien           | Bundesstaat Espirito Santo                 |                                |
| Nero Marcos                  | Brasilien           | Bundesstaat Rio Grande do Sul              |                                |
| Preto Redençao               | Brasilien           | Bundesstaat Ceará                          |                                |
| Tijuca                       | Brasilien           | Rio de Janeiro                             |                                |
| Fürstensteiner Diorit        | Deutschland         | Bayerischer Wald                           | sogenannter Titanfleckendiorit |
| Grafenstein                  | Deutschland         | Oberfranken                                | ein Hornblende-Biotit-Dorit    |
| Gronau                       | Deutschland         | Odenwald                                   | Quarz-Gabbrodiorit             |
| Anzola                       | Italien             | Piemont                                    |                                |
| Blazing Black                | Finnland            | bei Viitasaari                             |                                |
| Kuru Black                   | Finnland            | bei Kuru                                   |                                |
| Negro Arronches              | Portugal            | Santa Eulalia                              |                                |
| Oplotnica Zeleni             | Slowenien           | bei Maribor                                |                                |
| Negro Burguillos             | Spanien             | Provinz Badajoz                            |                                |
| Negro Batalla                | Spanien             | Provinz Badajoz                            |                                |
| Negro Ochavo                 | Spanien             | Provinz Badajoz                            |                                |
| Negro Valencia               | Spanien             | Provinz Badajoz                            |                                |
| Bubovice                     | Tschechien          | bei Příbram                                |                                |
| Částkov                      | Tschechien          | Eisengebirge                               |                                |
| Hutbergdiorit                | Tschechien          | am Kaní hora (Hutberg) westlich von Žulová |                                |
| Skorošice oder Slezký diorit | Tschechien          | bei Šumperk                                |                                |
| Třeboň                       | Tschechien          | bei Budweis                                |                                |